# Norio Yoshimizu
Norio Yoshimizu (吉水 法生, Yoshimizu Norio, 21 augustus 1946) is een Japans voormalig voetballer die als middenvelder speelde.

## Clubcarrière
In 1965 ging Yoshimizu naar de Keio University, waar hij in het schoolteam voetbalde. Nadat hij in 1969 afstudeerde, ging Yoshimizu spelen voor Furukawa Electric. In 4 jaar speelde hij er 53 competitiewedstrijden en scoorde 6 goals. Yoshimizu beëindigde zijn spelersloopbaan in 1972.

## Japans voetbalelftal
Norio Yoshimizu debuteerde in 1970 in het Japans nationaal elftal en speelde 4 interlands, waarin hij 1 keer scoorde.

## Statistieken
| Japans voetbalelftal | Japans voetbalelftal | Japans voetbalelftal |
| Jaar                 | Wed.                 | Dlp.                 |
| -------------------- | -------------------- | -------------------- |
| 1970                 | 4                    | 1                    |
| Totaal               | 4                    | 1                    |